# وجيه أباد (دشتابي الشرقي)
وجيه أباد (بالفارسية: وجیه‌آباد) هي قرية تقع في إيران في قسم دشتابي الشرقي الريفي. يقدر عدد سكانها بـ 456 نسمة .